# الدوري التشيلي لكرة القدم 1943
الدوري التشيلي لكرة القدم 1943 (بالإسبانية: Primera División de Chile 1943)‏ هو الموسم 11 من الدوري التشيلي لكرة القدم. كان عدد الأندية المشاركة فيه 10، وفاز فيه يونيون إسبانيولا.